# Wiatkino (przystanek kolejowy)
Wiatkino (ros. Вяткино) – przystanek kolejowy w miejscowości Moskwa, w Rosji. Położony jest na Wielkim Pierścieniu Kolei Moskiewskiej.